# Johann Wolfgang Franck
Johann Wolfgang Franck, döpt 17 juni 1644 i Unterschwaningen,  Mittelfranken, död omkring 1710 i London, var en tysk tonsättare. 
Franck var kapellmästare först i Ansbach, senare i Hamburg (1679–86), där han komponerade 14 operor. Dessutom utgav han melodier till Geistliche Lieder och sonater för två violiner och kontrabas.  Åren 1690–95 hade han en framträdande roll i Londons musikliv.